# Dieterzhofen
Der Weiler Dieterzhofen ist ein Ortsteil der im niederbayerischen Landkreis Kelheim gelegenen Stadt Riedenburg. Der Ort war Gemeindesitz der eigenständigen Landgemeinde Schaitdorf, die 1972 nach Riedenburg eingemeindet wurde.

## Geschichte
Die Kapelle St. Anna im Ort ist ein kleiner Barockbau. Durch die zu Beginn des 19. Jahrhunderts im Königreich Bayern durchgeführten Verwaltungsreformen wurde der Ort Dieterzhofen zu einem Bestandteil der eigenständigen Landgemeinde Schaitdorf, dessen Gemeindesitz Dieterzhofen längere Zeit war und zu dem neben Schaitdorf auch die Orte Ried, Haidhof und Hattenhofen gehörten. Im Zuge der Gebietsreform in Bayern wurde die Gemeinde am 1. Januar 1972 nach Riedenburg eingegliedert.

## Sehenswürdigkeiten
- Kapelle St. Anna